# Libertaire Rutigliano
Libertaire Rutigliano, né le 19 décembre 1921 au Caire en Égypte, mort le 6 mai 1945 déporté au camp de Dachau, est un résistant français, membre du Parti communiste français.

## Biographie
Libertaire est le fils de Nicolas Rutigliano, un Italien né lui-même au Caire en 1888 de parents émigrés. Nicolas Rutigliano adhère au mouvement communiste après la Première Guerre mondiale ; en 1926, la famille est expulsée d'Égypte vers l'Italie, à Naples. Nicolas vient en France, à Paris, où il est rejoint par sa femme et son fils. Il travaille ensuite à Nice, puis aux chantiers navals de Saint-Nazaire ; la famille s'installe à Nantes en 1935.
Libertaire fait ses études secondaires à Nice et à Saint-Nazaire, puis au lycée Clemenceau à Nantes ; il y est élève de classe préparatoire et est reçu à l'École centrale des arts et manufactures en mai 1942.
Lors de la Seconde Guerre mondiale, il adhère au Front national, organisation de masse du Parti communiste français. Il devient responsable du Front pour les étudiants parisiens. Libertaire Rutigliano abandonne ses études et revient à Nantes en 1943 ; il y fonde le premier groupe universitaire de résistance. Il collecte des fonds, notamment pour permettre l'édition de journaux, comme Front créé en 1942. En 1943, il représente le Front national au sein du Comité départemental de libération de la Loire-Inférieure, nouvellement mis en place. Au début de 1944, il devient responsable interdépartemental des Forces unies de la Jeunesse patriotique de l'Ouest et s'installe un moment à Parthenay (Deux-Sèvres). Il rentre à Nantes en mars, alors que la police (le SRMAN) est en train de démanteler les réseaux du Front national. 
Le 1er avril 1944, il est arrêté au domicile de son père par sept agents de la Gestapo, qui les emmènent tous les deux dans leurs locaux de Nantes, place Maréchal-Foch, où ils sont interrogés et torturés, puis à la prison de Nantes, rue Descartes. Ils sont ensuite transférés au camp de Compiègne et de là, déportés en Allemagne au camp de concentration de Dachau, dans le convoi 1229 avec des résistants nantais dont Jean-Baptiste Daviais, Gilbert Burlot et Gabriel Goudy. Il reçoit le matricule 72926.  Puis il est transféré au Kommando d'Allach. Libertaire y organise des collectes de pain parmi les prisonniers. Le 6 mai 1945, six jours après la libération du camp, il meurt, âgé de 23 ans, d'une infection tuberculeuse contractée durant sa détention.
En 1948, son père, qui a pu voir son fils peu avant sa mort, réalise un buste de lui et le place sur la tombe de la mère de Libertaire, au cimetière de la Gaudinière. En 1999, les éléments naturels l'ayant endommagé, la mairie de Nantes et l'association nationale des anciens combattants de la résistance décident de faire réaliser un nouveau buste.

## Hommages
En juin 1945 est créé à Nantes le Comité Rutigliano, proche du Front national, avec Jean Philippot, professeur au lycée Clemenceau, alors maire de Nantes. En 1946, le Comité, dont le président est Paul Le Rolland, publie à sa mémoire une brochure intitulée Sacrifice, qui a été rééditée en 1989. 
En 1948, Nicolas Rutigliano réalise un buste de son fils, qu'il place sur la tombe de son épouse. Il figure un homme au crane rasé et portant l'uniforme des déportés, fortement inspiré de la dernière image qu’il gardait de son fils peu avant sa mort. 
Un nouveau buste de Libertaire est réalisé en 1999 par le sculpteur nantais Jean Guitteny. Il représente un jeune homme en bonne santé, d'après les photographies prises avant son arrestation. Cette statue de 300 kg est taillée dans une pierre blanche de Lavoux.
En 1980, le collège du Port-Boyer à Nantes (60, rue de l'Éraudière) est baptisé Libertaire-Rutigliano. Un buste de Libertaire Rutigliano est placé dans l'enceinte du collège en 1984.
En mai 2025, la ville de Nantes rend hommage à Libertaire Rutigliano, place Graslin 